# Криминалист (журнал)
Криминали́ст — теоретическо-практический журнал уголовного права.
Издавался в Новгороде в течение 1882 года, два раза в месяц. Ставил своей задачей содействовать развитию судебного сословия, в интересах уголовного правосудия. В состав сотрудников входили В. Волжин, А. Тимановский, К. Мальчевский, К. Анциферов и другие. Редактор-издатель — А. Напиорковский. Подписная цена в год была 4 рубля с пересылкою, на
полгода 2 рубля. В течение 1882 года регулярно корректурные листы «Криминалиста» Напиорковский отсылал на проверку в Санкт-Петербург. Нет документальных свидетельств о причинах закрытия журнала «Криминалист»; предположительно, причиной прекращения издания стало малое количество подписчиков, в результате чего прибыль не покрыла расходы на издание.